# 米凱帝·威廉森
麥可·T·「米凱帝」·威廉森（英語：Michael T. "Mykelti" Williamson，1957年3月4日—）是一名美國男演員，較知名的演出作品如《阿甘正传》（1994年）、《空中监狱》（1997年）、《威爾史密斯之叱吒風雲》（2001年）和《心靈圍籬》（2016年）。2016年起出演電視劇《指定倖存者》；2021年起在電視劇《法網遊龍：組織犯罪》擔任常駐演員。

## 早期生活
米凱帝·威廉森1957年3月4日生於密蘇里州聖路易斯，母親伊萊恩（Elaine）是註冊會計師，父親是空軍士官。他擁有非洲裔美國人和黑腳第安人的血統。

## 個人生活
威廉森1983年7月2日與演員奧利維亞·布朗結婚，直到1985年離婚。1989年與謝麗爾·奇澤姆（Cheryl Chisholm），並生下了第一個孩子菲尼克斯（Phoenix）。這段婚姻於1991年結束；他1997年4月26日與桑德拉·斯普里格斯（Sondra Spriggs）結婚；夫妻倆育有兩個女兒：妮可（Nicole）和瑪雅（Maya）。1998年，威廉森刺傷前妻的男朋友後，被指控犯有謀殺未遂罪。最終被判無罪。

## 外部連結
- 米凱帝·威廉森在互联网电影资料库（IMDb）上的資料（英文）
- 互聯網百老匯資料庫（IBDB）上米凱帝·威廉森的資料（英文）
- 在AllMovie上米凱帝·威廉森的頁面（英文）